# Feronia Corona
Feronia Corona est une corona, formation géologique en forme de couronne, située sur la planète Vénus par 68° N et 281,7° E. Elle est localisée dans le quadrangle de Metis Mons. Elle a été nommée en référence à Feronia, ancienne déesse italienne du printemps et des fleurs. 

## Géographie et géologie
Feronia Corona couvre une surface circulaire d'environ 360 km de diamètre. 